# میمون عنکبوتی گونه‌سفید
میمون عنکبوتی گونه‌سفید (نام علمی: Ateles marginatus) نام یک گونه از سرده میمون عنکبوتی است.